# راندال مونرو
راندال مونرو (بالإنجليزية: Randall Munroe) هو عالم حاسوب ومهندس وفيزيائي ومبرمج وكاتب أمريكي، ولد في 17 أكتوبر 1984 في إيستون (بنسيلفانيا) في الولايات المتحدة.

## وصلات خارجية
- الموقع الرسمي
- راندال مونرو على موقع ميوزك برينز (الإنجليزية)